# 패트릭 챈
패트릭 루이스 웨이콴 챈(영어: Patrick Lewis Wai-Kuan Chan, 중국어: 陳偉群/陈伟群 천웨이췬[*], 1990년 12월 31일~)은 중국계 캐나다의 피겨 스케이팅 선수이다. 챈은 2008년 캐나다 선수권 역대 최연소 챔피언이자 2009년, 2012년, 2016년 4대륙 선수권대회 챔피언(3회 우승)이며, 2011년, 2012년, 2013년 피겨 세계선수권 우승자(3회 연속우승)이다. 소치에서 개최된 동계 올림픽 남자 싱글에서는 준우승을 하였다. 이후 평창에서 열린 동계 올림픽에서 단체전 금메달을 차지하였다.

## 프로필

### 기본 정보
- 생년월일: 1990년 12월 31일(34세)
- 키: 171 cm
- 출생지: 캐나다 오타와
- 거주지: 캐나다 토론토
- 세계랭킹: 3위[1]
- 코치: 크리스티 크롤
- 안무가: 로리 니콜 등
- 취미: 골프, 파도타기, 테니스
- 훈련지: 토론토 그래니트 클럽(Granite Club, Toronto), 콜로라도스프링스 World Arena Ice Hall
- ISU 공인 개인 최고 기록
  - 쇼트프로그램: 102.13 (2017 세계선수권)
  - 프리스케이팅: 203.99 (2016 4대륙 선수권)
  - 총점: 295.27 (2013 트로피 에릭 봉파르)

### 인물 정보
- 캐나다에서 태어난 중국계 이민 2세이다. 챈의 부모님은 홍콩 출신이며 아버지는 어린 시절에, 어머니는 20세에 캐나다에 정착했다. 챈은 영어, 광동어, 프랑스어를 구사하며, 프랑스어를 사용하는 토론토의 고등학교를 졸업하였다.

## 경력

### 어린 시절
패트릭 챈은 5세에 피겨 스케이팅을 시작했다. 2004년 1월에 열린 캐나다 선수권에서 13세의 나이로 노비스 부문 챔피언이 되었으며, 이듬해 2005 캐나다 선수권에서는 주니어 부문의 챔피언 자리에 올랐다. 참가선수 중 최연소인 14세의 나이로 2005 주니어 세계 선수권에 출전했으나 입상에는 실패하여 7위에 머물렀다.

### 주니어 시즌
2005-2006 시즌, 15세에 처음으로 주니어 그랑프리에 출전하여 각각 1위와 4위의 성적을 얻어 주니어 그랑프리 파이널에 진출, 5위를 차지했다. 1월에 열린 2006 캐나다 선수권에서는 시니어로 출전하여 7위를 하였으며, 이 성적으로 주니어 세계 선수권 진출티켓을 획득했다. 2006 주니어 선수권에서는 작년보다 한 단계 상승한 6위를 차지했다.

### 시니어 시즌

#### 2006-2007 시즌
그는 16세의 나이로 시니어 무대에 데뷔했다. 그러나 시즌 시작 전인 2006년 7월, 어린 시절부터 챈을 가르쳤던 코치 오스본 콜슨이 사망하였다. 이후 그는 소속 클럽인 그래나이트 클럽의 아마노 신으로부터 임시적으로 코칭을 받았다. 그랑프리에서는 5위, 7위에 머물렀고 파이널 진출에는 실패했다. 2007 캐나다 선수권에서는 5위로 입상하여 시니어 세계 선수권의 출전권을 얻을 수 없었지만 주니어 세계 선수권에 참가하게 되었고 이 대회에서 챈은 주니어 세계선수권 첫 은메달을 차지하였다. 시즌이 끝난 후 챈은 오스본 콜슨의 제자였던 도널드 로스로부터 정식으로 코칭을 받기 시작했다. 은퇴 수순을 밟고 있던 도널드 로스는 콜슨의 장례식에서 챈을 만나게 되었으며, 이후 그의 코치 요청을 받아들였다.

#### 2007-2008 시즌
챈은 그랑프리 스케이트 아메리카에서 3위에 입상하였다. 이어 그랑프리 에릭 봉파르에서는 생애 최초로 첫 국제 대회 금메달을 차지하며 그랑프리 파이널 진출권을 획득했다. 그러나 파이널에서는 다소 부진을 보이며 5위에 머물렀다. 2008 캐나다 선수권에서는 2006 토리노 올림픽 동메달리스트이자 캐나다 선수권 3회 연속 챔피언이었던 제프리 버틀을 물리치고, 역대 최연소인 17세의 나이에 챔피언이 되었으며, 시니어 세계선수권의 출전권을 자력으로 획득했다. 2008 세계선수권에서는 약간의 실수를 보이며 9위에 머물렀다. 챈은 월드가 끝난 후 귀국하여 가진 인터뷰에서 "내가 그 곳에서 환영받는 존재가 아니라는 느낌이 들었다" 고 회고했다. 5월에는 김연아가 출연하는 페스타 온 아이스 2008(Festa On Ice 2008)에 초청받았다. 이것은 챈의 첫 해외 아이스쇼였다.
〈2007-2008 시즌의 성과〉
- 캐나다 선수권에서 3회연속 챔피언이었던 제프리 버틀을 누르며 역대 최연소의 나이로 우승하였다.
- 그랑프리 에릭 봉파르에서 첫 시니어 ISU 대회 챔피언 타이틀을 거머쥐었다.

#### 2008-2009 시즌

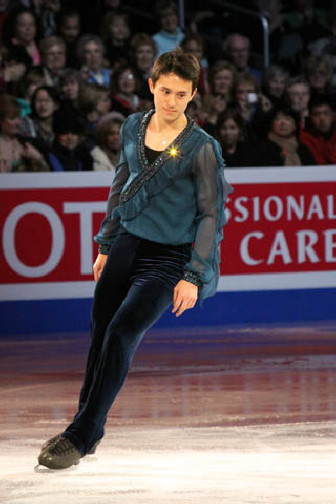
2009년 세계선수권 프리스케이팅에서의 패트릭 챈.

그랑프리 스케이트 캐나다에 출전하여 1위를 차지했다. 이어 그랑프리 에릭 봉파르에서는 2007 세계선수권 우승자인 프랑스의 브라이언 쥬베르를 물리치고 2년 연속 우승을 차지했다. 이로써 강력한 우승후보 중의 하나가 되며 2년 연속 그랑프리 파이널의 진출을 결정했으나 후에 한국에서 열린 2008 그랑프리 파이널에서는 부상과 좋지않은 컨디션 등을 이유로 5위에 머무르는 것에 그쳤다.
2009년 2월, 홈에서 개최된 4대륙 선수권대회에서는 쇼트 프로그램에서 개인 최고점수인 88.90점을 받으며 1위에 올라 지난달 캐나다 국내선수권대회에서 세웠던 시즌최고기록을 또 한번 갱신했다. 당시 경기가 채 끝나기도 전에 관중들의 기립박수를 받는 등 뛰어난 연기를 선보였다. 쇼트 8개의 기술요소 중 대부분에서 가산점(GOE)을 받아냈으며, 특히 그동안 불안한 착빙으로 문제를 일으켰던 트리플 악셀에서 '정석'이라 말해도 손색이 없을 뛰어난 모습을 보여주었다. 후에 행해진 프리스케이팅에서는 트리플 루프 점프에서 한 차례 실수를 범했으나 고난도의 콤비네이션 연속 점프를 완벽하게 소화하는 등 안정적인 모습을 보이며 160.29점을 받아 합계 249.19점을 기록하며 우승했다. 챈은 이 대회에서 개인최고기록을 모두 갱신했으며 기존에 잔실수가 많았던 기술들을 완벽하게 해내는 등 여러가지로 많은 수확을 거두었다.
3월, 미국 로스앤젤레스에서 개최된 2009년 세계선수권에 참가한 그는 쇼트에서 첫 기술이었던 트리플 악셀을 깔끔하게 처리했고 이후에도 트리플 플립-트리플 토룹 콤비네이션에 이어 트리플 러츠까지 안정적으로 소화했다. 챈은 혼신을 다해 연기를 펼쳤으나 82.55점이라는 예상 외의 낮은 점수를 받아 관중들이 심판에게 야유를 보내기도 했다. 다음날 이어진 프리스케이팅에서는 트리플 악셀에 이은 연결 점프를 제대로 뛰지 못하는 등 실수를 범했으나 모든 스핀과 서큘러 스텝에서 최고레벨 4를 받으며 전반적으로 깨끗한 연기를 펼쳐 155.03점을 받아 합계 237.58점으로 은메달을 목에 걸었다.

〈2008-2009 시즌의 성과〉
- 08-09 시즌을 통들어 트리플악셀의 가장 높은 가산점을 받았다.(2.0점으로 브라이언 쥬베르, 코즈카 다카히코와 함께 기록)
- 자신의 선수생활 중 최초로 한 경기에서 콤비네이션 점프를 포함한 트리플 악셀을 2회 랜딩하였다. (2009년 캐나다 내셔널)
- 쇼트프로그램/프리스케이팅 구성에 포함된 세 개의 스텝 시퀀스에서 모두 레벨 4를 획득하였다. (SP CiSt : 2009년 사대륙 선수권 / FS CiST : 2008 그랑프리 에릭 봄파드, 2009 세계선수권 / FS SlSt : 2009 사대륙 선수권) 2009년 세계선수권에서는 경기에 참가한 남자싱글종목 선수 중 유일하게 스텝 시퀀스에서 레벨 4를 획득하였다.

#### 2009-2010 시즌
그랑프리 시리즈로 러시아와 캐나다에 배정받았으나 종아리 근육파열로 로스텔레콤 컵(기존 컵 오브 러시아) 출전을 포기한다. 챈은 그 후 11월에 스케이트 캐나다에서 모습을 드러내는데 부상이 아직 다 회복이 되지 않아 트리플악셀에서 실수를 저지르는 등 쇼트를 6위로 마무리한다. 이어진 프리스케이팅에서 챈은 여전히 컨디션이 좋아보이지 않았다. 챈은 트리플악셀 컴비네이션점프(3A+2T)는 깔끔하게 랜딩했으나 이어진 단독 트리플악셀과 살코점프 등에서 넘어지는 등의 실수를 범하였다. 총 순위는 6위였으며 총점은 198.77을 기록했다. 그랑프리 시리즈 중에 한 곳에만 출전하였고 성적도 좋지 않았기 때문에 그랑프리 파이널 진출은 하지 못하였다.
1월, 캐나다 내셔널을 3일가량 앞둔 상태에서 그의 코치 도널드 로스는 챈을 코칭하는 것에서 손을 떼겠다고 발표했다. 스케이트 캐나다에서 6위를 한 이후 챈은 기술향상을 위해 콜로라도에서 훈련을 해왔는데 로스는 그와 함께했으나 그곳에서 자신은 코치보다는 '관중'에 가까웠다며 해임사유를 밝혔다.

 이후 크리스티 크롤과 로리 니콜로 코치를 교체한 챈은 캐나다 내셔널에서 모습을 보이는데 부상 전과 비슷하게 기량이 향상된 모습을 보였다. 그는 쇼트에서 90.14점, 프리에서 177.88점을 얻어 총점 268.02로 우승했으며 전해에 이어 다시 금메달을 차지했다.(내셔널의 기록은 공식 경기가 아니므로 퍼스널베스트로 기록되지 않음)
2월, 밴쿠버에서 열린 동계올림픽에서 챈은 전체 5위를 기록하는데, 당시 쇼트는 81.12를 득점하여 7위를 마크하였으나 프리스케이팅에서 160.30의 점수를 얻어 개인기록을 갱신하며 4위를 차지해 얻은 결과였다. 올림픽 이후 다양한 행로를 구상하고 있던 챈은 언론과의 인터뷰에서 소치올림픽까지 도전해보겠다고 이야기하며 은퇴를 하지 않을 것임을 못박았다. 당시 홈에서 열린 올림픽 경기에서 그는 많은 부담감을 안고 경기에 임했으며, 경기 전 하얗게 질린 그의 얼굴은 팬들을 안타깝게 만들기도 했다.
이후 3월에 이탈리아 토리노에서 열린 2010년 세계선수권에 참가한 챈은 87.80의 점수로 쇼트에서 2위를 기록했으며, 그것은 선두인 다카하시 다이스케와는 1.50점의 차이였다. 다음날 이어진 프리스케이팅에서 챈은 점프에서 몇가지 실수를 보이며 159.42점을 얻어 다시 2위를 마크하여 총점 247.22로 전해에 이어 다시 은메달을 목에 걸었다.

#### 2010-2011 시즌
그랑프리 시리즈에 앞서 여름에 리버티 대회에 출전하여, 새 프로그램인 SP Take Five에서 국제대회에서 처음으로 쿼드토를 성공했다.
그랑프리 시리즈로는 스케이트 캐나다와 로스텔레콤컵을 배정받은 챈은 첫 그랑프리 대회인 스케이트 캐나다에서 두 프로그램 모두 쿼드토를 넣었으나, SP에서 쿼드토, 트리플 악셀, 스텝 등 세차례 넘어지면서 실망하는 모습을 보여줬다. 하지만 지난해 프로그램으로 구성을 새로이 바꾼 팬텀 오브 오페라 LP에서 쿼드토를 그랑프리 처음으로 성공하는 등 좋은 경기내용을 보이면서 최종 1위를 거머쥐었다. 로스텔레콤컵에서 SP는 한차례 트리플 악셀에서 넘어진 것을 제외하고 전체적으로 좋은 경기를 보여주며 1위를 하지만 LP에서 몇차례 실수를 하며 최종 2위를 했다.(이는 2012년 1월 기준으로, 챈이 1위를 못한 마지막 경기이다.)
그랑프리 시리즈에서 기복있는 경기력을 보인 챈은 파이널에서는 2차례 견고한 프로그램을 수행하며 SP 85.59와 LP 174.16을 기록하며 생애 첫 시니어 그랑프리 파이널 챔피언이 되었다.(이전 그랑프리 파이널 진출기록은 2007-2008시즌 5위, 2008-2009시즌 5위) 비록 완벽한 수행은 아니었지만 세계챔피언쉽에 앞서 좋은 디딤돌이 될 것이라 말하며 그랑프리 파이널이 열린 중국 베이징은 챈에게 있어 첫 방문이었고 부모님이 중국계인 챈에게 있어서 좋은 추억으로 남을 것이라고 인터뷰했다.
내셔널을 앞두고 챈은 LP에서 기존의 쿼드토 1개와 트리플 악셀 2개를 쿼드토 2개와 트리플 악셀 1개로 변경하기로 했고 그랑프리 파이널 이후 이에 맞춰 연습해왔다고 인터뷰했다. 국제대회에서도 한 프로그램 내에 쿼드컴비네이션을 포함한 쿼드를 2개를 뛰는 선수가 거의 없는 상황에서 챈은 SP에서 1차례의 쿼드콤비네이션과 더블악셀을 넣은 SP를 클린하였고 이어 LP에서는 예정대로 쿼드토와 트리플 토 콤비네이션을 포함한 두차례의 쿼드토와 1개의 트리플 악셀 그리고 트리플 러츠-하프룹-트리플 살코(시즌 직전 변경된 룰에서 컴비네이션 점프로 인정) 등 모든 점프를 성공하였다. 또한 주특기인 두개의 스텝에서도 인상적인 모습을 보여주며 통산 내셔널 4번째 우승을 기록하였다. 이 경기로 챈은 2010-2011시즌 세계챔피언쉽의 가장 강력한 후보로 거론되었다.
사대륙 대회를 스킵한 챈은 일본 지진으로 인해 도쿄세계선수권이 연기되면서 한달 뒤 열린 모스크바 세계선수권에 출전하여 세차례 기네스를 세우면서 생애 첫 세계챔피언이 되었다. SP에서 93.02를 기록하면서 2위와 10점 이상의 점수차이를 벌린 챈은 LP에서도 안정적인 구성으로 가지 않겠다고 선언하였고 LP 187.96점, 합계 280.98을 세우며 2위와 총합 20점 이상의 차이를 내며 크게 우승했다. 이 세 점수는 모두 세계신기록이었으며 기네스북에 등재되었다.
〈2010-2011 시즌의 성과〉
- 시니어 생애 첫 그랑프리 파이널 우승을 하였다.
- 시니어 생애 첫 세계챔피언을 거머쥐었다.(SP, LP, 합계점 모두 세계신기록)
- 시니어 생애 첫 쿼드토를 공인대회에서 뛰기 시작하였고 내셔널부터는 LP에 쿼드콤비네이션을 포함한 두개의 쿼드를 넣었다.

#### 2011-2012 시즌
비시즌동안 챈은 쿼드살코를 준비하였음을 인터뷰하였다.
그랑프리 시리즈에서 스케이트 캐나다와 에릭봉파르에 배정받은 챈은 컨디션 난조와 부상으로 전시즌만큼의 좋은 경기내용을 보여주지는 못하였으나 높은 점프구성점과 프리젠테이션으로 두 대회 모두 1위를 거머쥐었다.
자국 캐나다 퀘벡에서 열리는 그랑프리 파이널을 앞두고, 로이터 캐나다는 캐나다 스포츠에서 가장 공신력 있는 상인 Lou Marsh award의 강력한 후보로 꼽히는 챈이 중국대표로도 뛰고싶다는 기사를 내보내면서 큰 파장을 일으켰다. 챈은 이에 대해 이것은 3개월 전에 캐나다 피겨선수들의 공식 트레이닝 캠프인 하이퍼포먼스 캠프에서 이뤄졌던 인터뷰였으며 사실과 다르게 과장되었다고 말하였다. 스케이트 캐나다와 스케이트 캐나다 CEO인 윌리엄 톰슨은 이는 사실에 의거하지 않은 내용이고 캐나다의 많은 국민들은 이민자들로 구성되어있는데 자신의 혈통을 자랑스럽게 여기는 한편 조국을 사랑하고 있다는 것을 언급하며 보도한 기자들에게 공식적으로 사과할 것을 요청했다.(로이터 캐나다는 후에 비공식적으로 챈에게 사과를 하였다.) 이로 인하여 챈은 대회 전부터 과도한 미디어 스포트라이트를 받았으며 그로 인해 정신적 압박을 받았다고 했다. 하지만 2010년 그랑프리 우승에 이어 2011년 그랑프리 우승을 다시 차지하면서 신체점제 남자싱글 사상 첫 그랑프리 파이널 연승을 거두었다.
이후 챈은 Globe and Mail, Canadian Press, CBC, CTV, Toronto Star 등 캐나다 내 언론들이 투표하여 뽑는 Lou Marsh award : 2011 올해의 선수상에서 신시내티의 조이 보토를 누르고 수상하였다.(이는 캐나다 피겨에서는 솔트레이크시티 올림픽 페어 금메달리스트인 제이미 살레&데이비드 펠리시에 이후, 남싱에 있어서 커트 브라우닝 이후 첫 수상이다.) 이 외에 Lionel Conacher Award 올해의 남자선수 부문, Sportsnet, CBC, QMI Agency, Canadian Press 등에 있어서 올해의 선수상을 받았다.
2012년 캐나다 내셔널을 앞두고 쿼드살코를 이번 시즌에 넣지 않을 것이라고 발표했다. 이는 프로그램에 더 몰두하기 위해 내린 결정이고 2012 니스월드가 끝난 이후부터 다른 새로운 쿼드를 연습할 계획에 있다고 인터뷰했다.
캐나다 내셔널에서 챈은 SP와 LP 모두 클린을 하면서 통산 5번째 내셔널 챔피언이 되었다.(SP 101.33과 LP 200.81로 통산 300점을 넘는 기록을 세웠으나 이는 내셔널로서 공인대회가 아니기 때문에 기록으로 인정받지 못함)
2016-2017 시즌

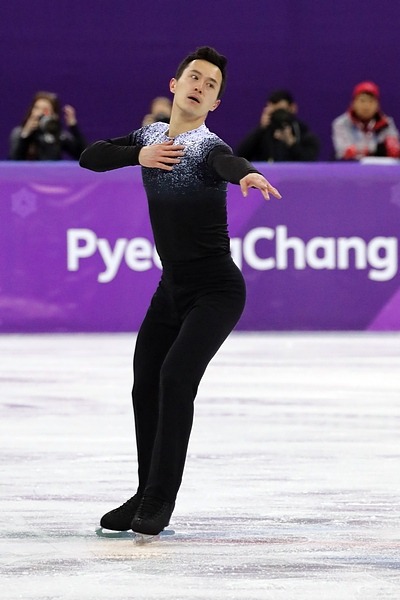
평창 동계 올림픽

복귀 후 쇼트에서 특히 부진한 모습을 보였으나 핀란드 헬싱키에서 열린 2017 세계선수권 쇼트프로그램에서 클린하며 102.13으로 국제대회에서 처음으로 100점을 돌파했다.

## 스케이팅 기술
트리플 악셀(3회전반바퀴)을 포함한 여섯 종류의 트리플점프(악셀, 럿츠, 플립, 살코, 토룹, 룹)를 전부 구사 가능한 선수이며 2010-2011시즌부터는 고난도의 쿼드토 점프(4회전)를 꾸준히 성공함으로써 쿼드점퍼로서 인정받기 시작하였다.

어린 나이에도 불구하고 뛰어난 스케이팅과 예술성 높은 연기를 선보이고 있으며, 탁월한 깊은 엣지와 복잡한 트랜지션으로 구성된 난도높은 프로그램으로 좋은 평가를 받는 선수이다.

2008-2009시즌 그랑프리 에릭 봉파르 쇼트프로그램과 2009-2010시즌 그랑프리 스케이트 캐나다에서 3회전 플립점프에 !판정과 e판정을 받은 적이 있으나 그 이후 꾸준히 플립에서 바른 엣지를 구사하고 있다.

스핀 역시 상위 레벨 판정을 받는 선수이다.

고난도 레벨을 받기 힘든 스텝에서도 15살때부터 꾸준히 최고난도 레벨4를 받고있으며 그의 뛰어난 스텝과 트랜지션은 ISU 심판들에게 교본으로 쓰이고 있다.

## 프로그램
| 시즌  | 쇼트 프로그램 (Short Program)                                 | 프리 프로그램 (Free Program)                                                                                             | 갈라 프로그램 (Exhibition)                                |
| ----- | ------------------------------------------------------------- | --- | --------------------------------------------------------- |
| 11-12 | Take five - Paul Desmond                                      | 아랑후에스 협주곡 (Concerto De Aranjuez) - 호아킨 로드리고 (Joaquin Rodrio)                                              | Manish boy - 무디 워터스 (Muddy Waters)                   |
| 11-12 | Take five - Paul Desmond                                      | 아랑후에스 협주곡 (Concerto De Aranjuez) - 호아킨 로드리고 (Joaquin Rodrio)                                              | Moon dance - 마이클 부블레 (Michael Buble)                |
| 10-11 | Take five - Paul Desmond                                      | 오페라의 유령 (The Phantom of the Opera) (Phantasia by 장영주) - 앤드루 로이드 웨버 (Andrew Lloyd Webber)                |                                                           |
| 10-11 | Take five - Paul Desmond                                      | 오페라의 유령 (The Phantom of the Opera) (Phantasia by 장영주) - 앤드루 로이드 웨버 (Andrew Lloyd Webber)                | Don't Worry, Be Happy - 바비 맥퍼린 (Bobby McFerrin)      |
| 09-10 | 망명자의 탱고 (Tango de los Exilados) - Walter Taieb          | 오페라의 유령 (The Phantom of the Opera) (Phantasia by 장영주) - 앤드루 로이드 웨버 (Andrew Lloyd Webber)                | Viva La Vida - 콜드플레이 (Coldplay)                      |
| 09-10 | 망명자의 탱고 (Tango de los Exilados) - Walter Taieb          | 오페라의 유령 (The Phantom of the Opera) (Phantasia by 장영주) - 앤드루 로이드 웨버 (Andrew Lloyd Webber)                | Yesterday - 마이클 볼튼 (Michael Bolton)                  |
| 08-09 | 망명자의 탱고 (Tango de los Exilados) - Walter Taieb          | 라흐마니노프 첼로 소나타＆피아노협주곡 2번 (Allegro Scherzando & Andante from Cello Sonata) - 라흐마니노프 (Rachmaninov) |                                                           |
| 08-09 | 망명자의 탱고 (Tango de los Exilados) - Walter Taieb          | 라흐마니노프 첼로 소나타＆피아노협주곡 2번 (Allegro Scherzando & Andante from Cello Sonata) - 라흐마니노프 (Rachmaninov) | Time to say "Good bye" - 안드레아 보첼리 (Andrea Bocelli) |
| 07-08 | Exile to Snowy West and in the Bamboo Forest - 탄둔 (Tan Dun) | 사계 (The Four Seasons) - 안토니오 비발디 (Antonio Vivaldi)                                                              | Nessun Dorma - 마이클 볼튼 (Michael Bolton)               |
| 07-08 | Exile to Snowy West and in the Bamboo Forest - 탄둔 (Tan Dun) | 사계 (The Four Seasons) - 안토니오 비발디 (Antonio Vivaldi)                                                              | Yesterday - 마이클 볼튼 (Michael Bolton)                  |
| 06-07 | Gourmet Valse Tatare - 클라우스 바델트 (Klaus Badelt)         | 사계 편집본 (Excerpts from The Four Seasons) - 안토니오 비발디 (Antonio Vivaldi)                                         | Nessun Dorma - 마이클 볼튼 (Michael Bolton)               |
| 05-06 | La Represion - 시프린 (Lalo Schifrin)                         | 기타협주곡 (Guitar Concerto) - 존 윌리엄스 (John Williams)                                                               |                                                           |
| 05-06 | Feline - E. van Dijken                                        | Symphony No.2 Romantic - H. Hanson                                                                                       |                                                           |
| 05-06 | Feline - E. van Dijken                                        | Romance from Concerto for Violin and Orchestra - 에리히 볼프강 코른골트 (Erich Wolfgang Korngold)                        |                                                           |
| 04-05 | La Represion - 시프린 (Lalo Schifrin)                         | Burn It All &You Go, We Go &Fahrenheit 451 - 영화 '분노의 역류' OST                                                      |                                                           |
| 04-05 | Feline - E. van Dijken                                        | Burn It All &You Go, We Go &Fahrenheit 451 - 영화 '분노의 역류' OST                                                      |                                                           |

## 주요 대회 출전 경력
| 대회/시즌                    | 2003–04 | 2004-05 | 2005–06 | 2006–07 | 2007–08 | 2008–09 | 2009-10 | 2010-11 | 2011-12 |
| ---------------------------- | ------- | ------- | ------- | ------- | ------- | ------- | ------- | ------- | ------- |
| 동계올림픽                   |         |         |         |         |         |         | 5위     |         |         |
| 세계선수권                   |         |         |         |         | 9위     | 2위     | 2위     | 1위     | 1위     |
| 4대륙 선수권                 |         |         |         |         |         | 1위     |         |         |         |
| 주니어 세계선수권            |         | 7위     | 6위     | 2위     |         |         |         |         |         |
| 캐나다 선수권                | 1위 N.  | 1위 J.  | 7위     | 5위     | 1위     | 1위     | 1위     | 1위     | 1위     |
| 그랑프리 파이널              |         |         |         |         | 5위     | 5위     |         | 1위     | 1위     |
| 트로피 에릭 봉파르           |         |         |         | 5위     | 1위     | 1위     |         |         | 1위     |
| 스케이트 캐나다              |         |         |         |         |         | 1위     | 6위     | 1위     | 1위     |
| 로스텔레콤컵(컵 오브 러시아) |         |         |         |         |         |         |         | 2위     |         |
| 스케이트 아메리카            |         |         |         |         | 3위     |         |         |         |         |
| NHK 트로피                   |         |         |         | 7위     |         |         |         |         |         |
| 주니어 그랑프리 파이널       |         |         | 5위     |         |         |         |         |         |         |
| 주니어 그랑프리 몬트리올     |         |         | 1위     |         |         |         |         |         |         |
| 주니어 그랑프리 슬로바키아   |         |         | 4위     |         |         |         |         |         |         |

- N. = 노비스(13세 이하)
- J. = 주니어(13세 이상)

## 같이 보기
- 브리앙 주베르
- 제프리 버틀
- 에번 라이서첵
- 다카하시 다이스케
- 토마스 베르너
- 하뉴 유즈루
- 데니스 텐
- 하비에르 페르난데스
- 데이비드 윌슨